# Mabel King
Mabel King est une actrice américaine, née le 25 décembre 1932 à Charleston (Caroline du Sud), morte le 9 novembre 1999  à Los Angeles (Californie).

## Filmographie
- 1973 : Don't Play Us Cheap (en) de Melvin Van Peebles : House guest at the party
- 1973 : Ganja & Hess  de Bill Gunn (en) : Queen of Myrthia
- 1976 : Bingo (The Bingo Long Traveling All-Stars & Motor Kings) de John Badham : Bertha Dewitt
- 1977 : Scott Joplin de Jeremy Kagan : Madam Amy
- 1978 : The Wiz de Sidney Lumet : Evillene, the Wicked Witch of the West
- 1979 : Un vrai schnock (The Jerk) de Carl Reiner : Mother
- 1980 : The Gong Show Movie de Chuck Barris : Mabel
- 1981 : Getting Over de Bernie Rollins : Mabel Queen
- 1983 : All the Money in the World (TV) de Marc Daniels : Mrs. Trussker
- 1984 : The Jerk, Too (TV) de Michael Schultz : Mama Johnson
- 1988 : Fantômes en fête (Scrooged)  de Richard Donner : Gramma
- 1991 : Dead Men Don't Die de Malcolm Marmorstein : Chafuka